# Xanthorhoe altitudinum
Xanthorhoe altitudinum är en fjärilsart som beskrevs av Otto Staudinger 1882. Xanthorhoe altitudinum ingår i släktet Xanthorhoe och familjen mätare. Inga underarter finns listade i Catalogue of Life.